# Xian de Chun'an
Le xian de Chun'an (淳安县 ; pinyin : Chún'ān Xiàn) est un district administratif de la province du Zhejiang en Chine. Il est placé sous la juridiction administrative de la ville sous-provinciale de Hangzhou.

## Démographie
La population du district était de 449 610 habitants en 1999.